# سنتز گرمابی

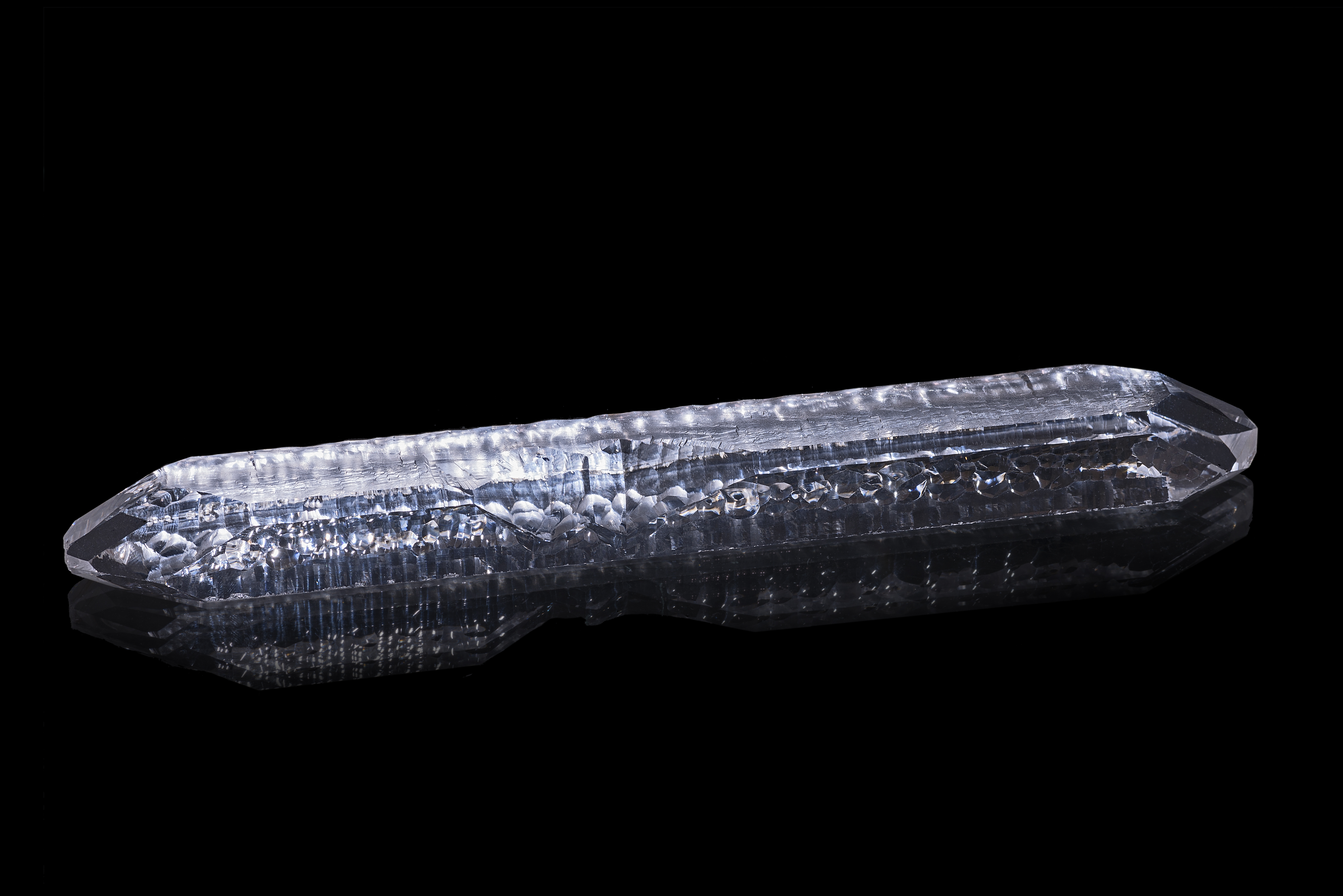
یک کریستال کوارتز مصنوعی که با روش هیدروترمال رشد کرده‌است

سنتز گرمابی (به انگلیسی: Hydrothermal Synthesis)(هیدروترمال) شامل تکنیک‌های مختلف از متبلور شدن مواد از محلول‌های آبی دما بالا در فشار بخار بالا است؛ همچنین این روش، روش گرمابی نیز نامیده می‌شود.
اصطلاح " هیدروترمال " ریشه زمین‌شناسی دارد. زمین شناسان و معدن شناسان، از ابتدای قرن بیستم تعادل فاز هیدروترمال را مطالعه کرده‌اند. جورج موری(George W. Morey) در مؤسسه کارنگی(Carnegie Institution) و مدتی بعد پرسی بریگمن(Percy W. Bridgman) در دانشگاه هاروارد(Harvard University) اقدامات زیادی را برای ایجاد پایه‌های لازم به منظور مهار رسانه‌های واکنشی (reactive media)، در محدوده دما و فشاری که اکثر کار هیدروترمال صورت می‌گیرد، انجام داده‌اند.
سنتز هیدروترمال یا همان پیوند گرمابی را می‌توان به عنوان روشی برای سنتز (ترکیب) تک بلورها دانست که به انحلال‌پذیری مواد معدنی در آب‌گرم، تحت فشار زیاد بستگی دارد.
رشد کریستال (The crystal growth) در یک دستگاهی متشکل از یک مخزن فشار فولادی به نام اتوکلاو (autoclave) انجام می‌شود که در آن یک ماده مغذی همراه با آب تأمین می‌شود. یک اختلاف دما بین انتهای مخالف محفظه رشد، حفظ می‌شود؛ در انتهای گرمتر املاح مغذی(the nutrient solute) حل می‌شوند، درحالی که در انتهای سردتر، آن را بر روی یک کریستال دانه (کریستال اولیه تشکیل شده برای ایجاد دانه ای بزرگتر) رسوب داده، کریستال مورد نظر را رشد می‌دهد.
از مزایای روش هیدروترمال نسبت به سایر انواع رشد کریستال می‌توان به توانایی ایجاد فازهای بلوری اشاره کرد که نقطه ذوب پایداری ندارند؛ همچنین، موادی که دارای فشار بخار بالا در نزدیکی نقاط ذوب خود هستند، می‌توانند با روش هیدروترمال گرمابی رشد کنند؛ این روش به ویژه برای رشد بلورهای بزرگ و با کیفیت خوب و در عین حال حفظ کنترل ترکیب آنها، مناسب است.
از معایب این روش می‌توان به نیاز به اتوکلاوهای گران‌قیمت و عدم امکان مشاهده کریستال هنگام رشد آن در صورت استفاده از یک لوله فولادی اشاره کرد.
اتوکلاوهایی (autoclave) وجود دارد که از شیشه‌های ضخیم دیواری ساخته شده‌اند و می‌توانند تا دمای ۳۰۰ درجه سانتی‌گراد و ۱۰ بار استفاده شوند.

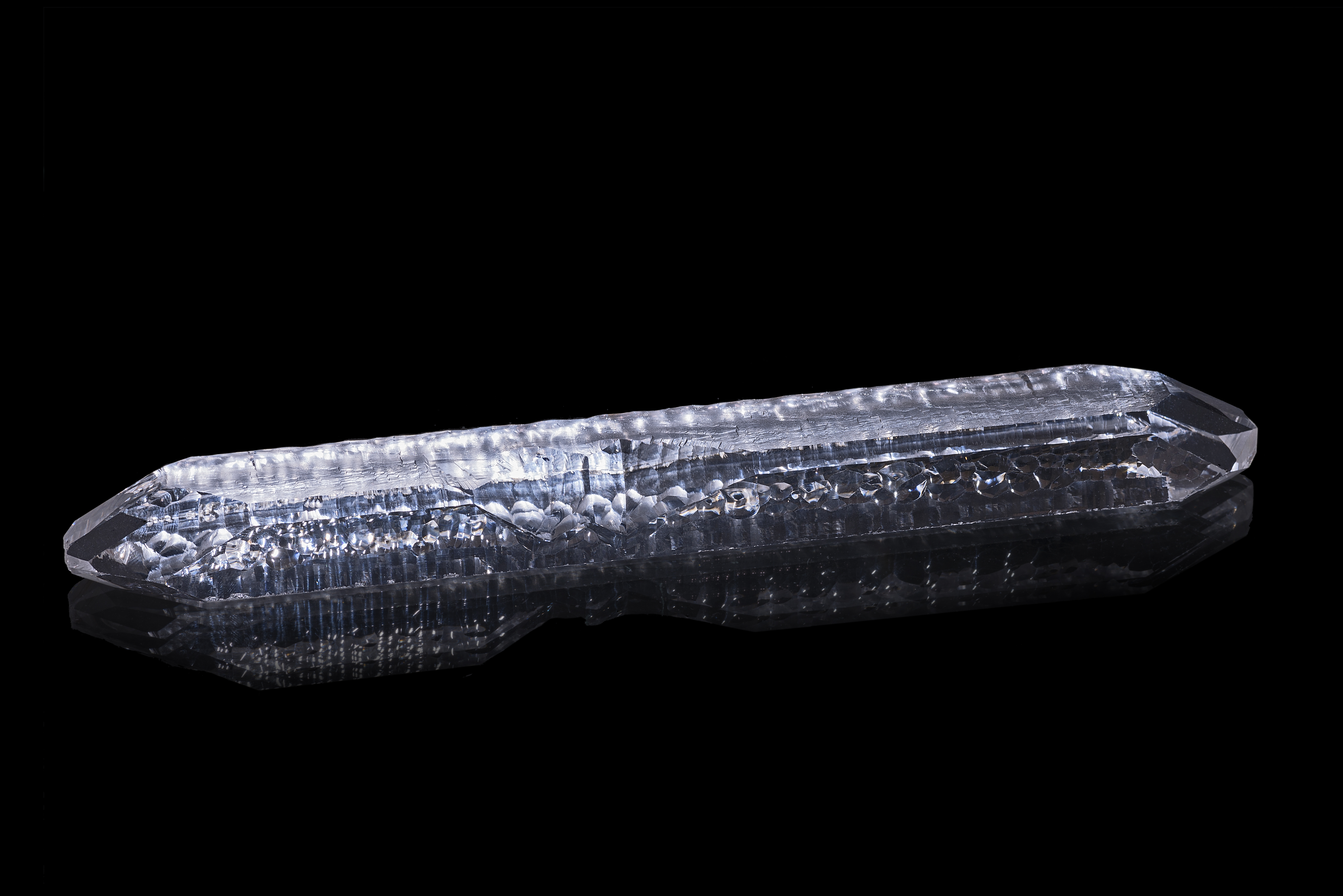
یک تک‌بلور کوارتز رشد داده‌شده به روش هیدروترمال

## روش گرمابی
اصطلاح گرمابی یا هیدروترمال ، اساساً ریشه ژئوفیزیکی دارد. این عبارت برای اولین بار توسط زمین‌شناس انگلیسی به نام مورچیسن (۱۷۹۲–۱۸۷۱ میلادی) برای شرح عملکرد آب در فشار و دمای بالا در اعمال تغییرات روی پوسته زمین و تشکیل صخره‌ها و مینرال‌های مختلف بکار رفته‌است. با وجود تمامی پیشرفتهایی که در اثر گسترش این شاخه از علم سنتز به وجود آمده‌است، هنوز تعریف مشخص و استانداردی برای این فرایند وجود ندارد. کلمه هیدروترمال عمدتاً برای هر نوع واکنش ناهمگن در حضور حلال آبی در دماهایی بالاتر از دمای بحرانی و در نتیجه در فشارهای بالا به کار می‌رود. به عبارت دیگر هیدروترمال به واکنش‌های حلال آبی که در دماهایی بالاتر از °C ۱۰۰ و فشارهایی بالاتر از ۱ اتمسفر گفته می‌شود. به صورت عمومی واژه هیدرو ترمال از دو بخش هیدرو و ترمال تشکیل شده‌است که پیشوند هیدرو نوع محلول را نشان می‌دهد. بر اساس آنچه که در بالا اشاره شد، به‌طور کلی در علم شیمی به سنتز در هر محلول غیر آبی که بتواند در دماهای فوق بحرانی و در نتیجه در فشارهای بالا برای سنتز بکاررود به اصطلاح سالووترمال می‌گویند.

## متغیرها
متغیرهای این فرآیند عبارتند از:
- نوع آب: این مورد شامل آب مقطر، آب دیونیزه و بررسی سختی آب در مقیاس صنعتی است.
- زمان: تغییرات زمان بر میزان رشد و در نتیجه اندازه نهایی ذرات تأثیر می‌گذارد.
- سورفکتانت
- دما: دمای بالا باعث تغییر در سرعت هسته‌زایی و حتی سرعت رشد ماده می‌شود.
- pH محلول: بر اساس نوع اسیدی یا بازی بودن عمدتاً بر روی روند آزمایش اثر می‌گذارد.

## روشهای آزمایشگاهی
برای سنتز به روش هیدروترمال در مقیاس آزمایشگاهی عمدتاً از اتوکلاو استفاده می‌شود که بسته به نوع فرایند انواع مختلفی دارد. در این نوع فرایند واکنش دهنده‌ها در داخل حلال در دو ظرف جداگانه با غلظت خاصی که وابسته به ضرایب استوکیومتری واکنش مد نظر است، کاملاً حل می‌شوند. برای این کار معمولاً از همزن‌های مغناطیسی، اجیتیتورها یا از سونیکیتورها استفاده می‌شود. بهترین نوع همگنی مربوط به سونیکیتورهاست که اختلاط محلول را توسط امواج ماورای صوت انجام می‌دهند. پس از تهیه پیش ماده‌ها آن‌ها در یک بشر جداگانه ریخته و سپس بعد از یک سونیکیشن اولیه و با زمانی نسبتاً کم، در داخل محفظه اتوکلاو قرار می‌گیرند. پس از استفاده از اتوکلاو در فشار و دمای معین، نمونه حاصل از داخل محفظه اتوکلاو خارج شده و خشک می‌شود. در برخی از موارد بالاخص در مورد سنتز نیمه‌هادی‌ها، کاتالیست‌ها و امیتورها کلسیناسیون و خشک کردن را در اتمسفر کنترل شده شامل گازهای خنثی، اکسیژن و نیتروژن انجام می‌دهند.

## تاریخچه

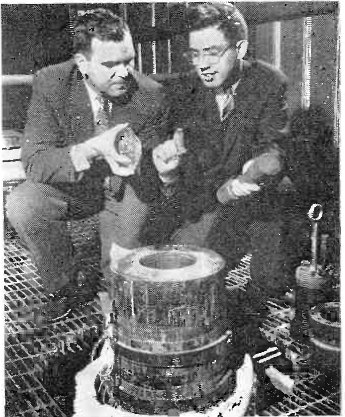
بلورهای مصنوعی کوارتز تولید شده در اتوکلاو نشان داده شده در کارخانه خنک‌کننده کوارتز هیدروترمال وسترن الکتریک(Western Electrics) در سال ۱۹۵۹.

اولین گزارش از رشد هیدروترمال کریستال‌ها توسط زمین‌شناس آلمانی، کارل امیل فون شافوتل(Karl Emil von Schafhäutl) (1803-1890) در سال ۱۸۴۵ گزارش شد؛ او بلورهای کوارتز میکروسکوپی را در یک زودپز رشد داد. در سال ۱۸۴۸، رابرت بونسن (Robert Bunsen) با استفاده از لوله‌های شیشه‌ای مهر و موم شده و آمونیوم کلرید آبی (salmiak) به عنوان یک حلال، در حال رشد کریستال‌های باریم و کربنات استرانسیم در فشار ۱۵ اتمسفر بود.
در سال ۱۸۴۹ و ۱۸۵۱، بلورشناس فرانسوی، هری هریو دسنار مونت(Henri Hureau de se’narmont) (1808-1862) از طریق سنتز هیدروترمال، بلورهای مواد معدنی مختلف را تولید کرد. مدتی بعد در سال ۱۹۰۵ جورجیو اسپزیا(Giorgio Spezia) (1842-1911) گزارشی در مورد رشد بلورهای ماکروسکوپی منتشر کرد. او از محلول‌های سدیم سیلیکات، کریستال‌های طبیعی به عنوان بذر و منبع، و یک ظرف با نقره استفاده کرد. با گرم کردن قسمت انتهایی ظرف (لوله) به ۳۲۰–۳۵۰ درجه سانتی‌گراد، و انتهای دیگر آن به ۱۶۵–۱۸۰ درجه سانتی گراد، او حدود ۱۵ میلی‌متر رشد جدید را در مدت ۲۰۰ روز به‌دست آورد. برخلاف فعل مدرن، قسمت بالایی مخزن در بالا قرار داشت. کمبود در صنعت الکترونیک بلورهای کوارتز طبیعی از برزیل در طول جنگ جهانی دوم منجر به توسعه فرایند هیدروترمال در مقیاس تجاری برای کشت بلورهای کوارتز توسط Ernie Buehler در ۱۹۵۰ در آزمایشگاه‌های بل شد. مشارکت‌های قابل توجه دیگری توسط ناکن (Nacken) (1946)، هیل (Hale)(1948)، براون (Brown)(1951)، و کهمن(Kohman)(1955) انجام شده‌است.

## برخی موارد استفاده از روش و کاربردهای آن
تعداد زیادی از ترکیبات متعلق به تقریباً همه گروه‌ها که تحت شرایط گرمابی (هیدروترمال) ساخته شده‌اند:عناصر، اکسیدهای ساده و پیچیده، تنگستات‌ها، مولیبرات‌ها، کربنات‌ها، سیلیکات‌ها، ژرمنات‌ها و غیره.
سنتز هیدروترمال معمولاً برای پرورش کوارتز مصنوعی، سنگ‌های قیمتی و دیگر کریستال‌های منفرد با ارزش تجاری استفاده می‌شود.
برخی از بلورهایی که به‌طور کارامد رشد کرده‌اند:زمرد، یاقوت، کوارتز، الکساندریت و سایر موارد هستند.
ثابت شده‌است که این روش هم در جست و جوی ترکیبات جدید با خواص فیزیکی خاص و هم در بررسی فیزیکی و شیمیایی سیستماتیک سیستم‌های چندجزئی پیچیده در دما و فشار بالا بسیار کارامد است.

## تجهیزات موردنیاز برای رشد کریستال گرمابی
ظروف تبلور مورد استفاده اتوکلاو(autoclaves)هستند، آنها معمولاً سیلندرهای فولادی دیواره ضخیم با مهر و موم هرمتیکی(hermetic) هستند که باید برای مدت زمان طولانی در برابر دما و فشار بالا مقاومت کنند، علاوه بر این موارد اتوکلاو باید نسبت به حلال بی‌اثر باشند. دریچه مهم‌ترین عضو اتوکلاو است. بسیاری از طرح‌ها برای مهروموم ساخته شده‌اند که معروف‌ترین آنها Bridgman است. در بیشتر موارد، از محلول‌های خوردگی فولاد در آزمایش‌های گرمابی (هیدروترمال) استفاده می‌شود. برای جلوگیری از خوردگی حفره داخلی اتوکلاو، به‌طور کلی از درج‌های محافظ استفاده می‌شود؛ آنها ممکن است همان شکل اتوکلاود باشند و در حفره داخلی قرار گیرند (درج از نوع تماسی) یا اینکه درج‌هایی از نوع شناور باشند که فقط بخشی از قسمت داخلی اتوکلاو را اشغال می‌کنند. درج‌ها بسته به دما و محلول استفاده شده ممکن است از آهن بدون کربن، مس، نقره، طلا، پلاتین، تیتانیوم، شیشه (یا کوارتز) یا تفلون ساخته شوند.

## روش‌ها

### روش اختلاف دما
این روش به‌طور گسترده در سنتز هیدروترمال و پرورش بلور استفاده می‌شود. اشباع بیش از حد با کاهش درجه حرارت در منطقه رشد کریستال حاصل می‌شود. این ماده غذایی در قسمت پایین اتوکلاو که پر از مقدار مشخصی از حلال است قرار می‌گیرد. اتوکلاو به منظور ایجاد گرادیان دما گرم می‌شود. ماده مغذی در ناحیه گرمتر حل شده و محلول آب اشباع شده در قسمت پایین با حرکت همرفت محلول به قسمت فوقانی منتقل می‌شود. محلول سردتر و متراکم در قسمت فوقانی اتوکلاو در حالی که جریان محلول بالا می‌رود پایین می‌آید. در نتیجه کاهش دما و تنظیم کریستالیزاسیون، محلول در قسمت فوقانی اشباع می‌شود.

### روش (تکنیک) کاهش دما
در این روش، تبلور بدون شیب دما بین محدوده رشد و انحلال صورت می‌گیرد. اشباع بیش از حد با کاهش تدریجی درجه حرارت محلول در اتوکلاو حاصل می‌شود. از معایب این روش دشواری کنترل روند رشد و معرفی بلورهای بذر است. به همین دلایل، از این روش به ندرت استفاده می‌شود.

## تکنیک فاز متاستاز پذیر (شبه پایدار)
این روش بر اساس تفاوت حلالیت بین فاز مورد رشد و ماده اولیه است. این ماده مغذی از ترکیباتی تشکیل شده‌است که تحت شرایط رشد از نظر ترمودینامیکی ناپایدار هستند. حلالیت فاز متاستاز بیش از فاز پایدار است و دومی به دلیل انحلال فاز قابل شستشو متبلور می‌شود. این تکنیک معمولاً با یکی از دو تکنیک یادشده ترکیب می‌شود.